# 马尼卡省
马尼卡省（葡文：Província de Manica）是莫桑比克的一個省，首府希莫尤。根據2017年人口普查，當地人口有1,911,237人。马尼卡省的面积为 62,272平方公里。莫桑比克境內海拔最高的賓加山位於马尼卡省與津巴布韋邊境附近。